# Skamfilingsmåtte
En skamfilingsmåtte er et eller andet billigt eller kasseret materiale, der lægges imellem bevægeligt tovværk på skibe for at beskytte dette mod skamfiling, dvs. slid ved at godset gnubber sig op ad et eller andet. Også sejlene kunne beskyttes mod slitage fra løbende og stående gods. Her kunne f.eks. bruges måtter fremstillet af platting, et fletværk af line. 
Tilsvarende kan en skamfilingspude benyttes, når sugeslangen fra en brandpumpe går hen over en skarp kant, der ellers kunne beskadige slangen. 